# Sainte-Marie-Salomé
Sainte-Marie-Salomé (AFI: /sɛ̃tmaᴚisalɔme/), antiguamente  Le Bas-du-Ruisseau-Vacher ,  Sainte-Marie-Salomé-de-Port-Royal ,  Sainte-Marie-Salomée y también llamada Sainte-Marie, es un municipio perteneciente a la provincia de Quebec en Canadá. Forma parte del municipio regional de condado (MRC) de Montcalm en la región administrativa de Lanaudière.

## Geografía
Sainte-Marie-Salomé se encuentra en la planicie de San Lorenzo al norte de L'Épiphanie y al sur de Joliette. Limita al norte con Crabtree, al este con L'Assomption, al sur con L’Épiphanie y al oeste con Saint-Jacques. Su superficie total es de 33,52 km², de los cuales 33,48 km² son tierra firme. La mitad del territorio está formada por tierra arenosa, mientras que la otra mitad se compone de tierras arcillosas y de arenales. Los suelos arenosos son propicios para el cultivo de patatas, mientras que los suelos arcillosos son propicios para el cultivo de heno y cereales. El río Vacher baña la localidad.

## Urbanismo
El bosque cubre la mitad del territorio, ocupando las tierras agrícolas la otra mitad. El pueblo de Sainte-Marie-Salomé se encuentra en el cruce de las rutas de Saint-Jean y Vanier. La ruta Vanier va al norte hacia Crabtree y Joliette. La ruta Montcalm se dirige hacia Saint-Jacques al oeste y a Saint-Gérard-Majella al este.

## Historia
El territorio del actual Sainte-Marie-Salomé formaba parte del señorío Saint-Sulpice, concedido en 1640 en Nueva Francia. El desarrollo de la localidad se inició con la venida de Acadianos de Boston en 1765 a la ribera del arroyo Vacher. En 1790, familias originarias de Château-Richer se establecieron en la población que se llamaba entonces Le Bas-du-Ruisseau-Vacher. La agricultura se inició a partir de 1830. En 1855, la población fue incluida en el nuevo municipio de Saint-Jacques-de-l'Achigan. La estación de ferrocarril local fue identificada como Sainte-Marie-Salomé, derivado del nombre de María Salomé. Una mantequería se implantó en 1883. El municipio de parroquia de Sainte-Marie-Salomée fue instituido en 1888 por escisión de Saint-Jacques-de-l’Achigan. La parroquia católica de Sainte-Marie-Salomé fue fundada el mismo año y la oficina de correos del mismo nombre abrió en 1889. La cultura de tabaco fue importante en el siglo XX. La ortografía del nombre del municipio fue corregida en Sainte-Marie-Salomé en 1986.

## Política
Sainte-Marie-Salomé está incluido en el MRC de Montcalm. El consejo municipal se compone del alcalde y de seis consejeros sin división territorial. La alcaldesa actual (2016) es Véronique Venne, que sucedió a Maurice Richard en 2013.
|            | 2005-2009 | 2009-2013                                                                              | 2013-2017                                                                                |
| Alcalde    | Maurice Richard | Maurice Richard                                                                        | Véronique Venne                                                                          |
| Consejeros | Édith Anctil** Clément Contant* Julie Dudemaine* René Gareau** Gilles Lacas* Josée Melançon* Martin Mondor** Manon Perreault Benoit Tousignant | Édith Anctil René Gareau Jean Jetté Jonathan Ladouceur Martin Mondor Benoit Tousignant | Édith Anctil René Gareau Jean Jetté Jonathan Ladouceur Benoit Tousignant Diane Trépanier |

* Consejero al inicio del mandato pero no al fin.  ** Consejero al fin del mandato pero no al inicio.
El territorio de Sainte-Marie-Salomé está ubicado en la circunscripción electoral de Joliette a nivel provincial y de Montcalm  a nivel federal.

## Demografía
Según el censo de Canadá de 2011, Sainte-Marie-Salomé contaba con 1164 habitantes. La densidad de población estaba de 34,5 hab./km². Entre 2006 y 2011 hubo una disminución de 92 habitantes (7,3 %). En 2011, el número total de inmuebles particulares era de 508, de los cuales 474 estaban ocupados por residentes habituales, otros siendo desocupados o residencias secundarias.
Evolución de la población total, 1991-2015